# Enseignement supérieur privé en France
Pour des articles plus généraux, voir Enseignement supérieur privé, Enseignement supérieur en France et Enseignement privé en France.
L'enseignement supérieur privé en France est rendu possible par la liberté de l'enseignement, qui fait partie des principes fondamentaux. La Loi Laboulaye, du 12 juillet 1875, abrogée en 2000, relative à la liberté de l'enseignement supérieur disposait que « l'enseignement supérieur est libre », avec cependant quelques conditions à respecter : déclaration à l'État ; administrateurs et professeurs n'ayant pas été condamnés ; publication annuelle des comptes sociaux .

## Définitions

### «Libres» ou «technique»
En France, il y a deux grandes catégories d'établissements d'enseignement supérieur privés :
- dits « libres » : ces établissements d'enseignement supérieur privés correspondent généralement aux facultés libres, créées pour la plupart au XIXe siècle à la suite de la loi de 1875 relative à la liberté de l'enseignement supérieur, et aux universités catholiques – officiellement « instituts catholiques » qui peuvent regrouper plusieurs facultés libres. Ces établissements sont des associations à but non lucratif et ont tous obtenu la qualification par l'État d'établissement d'enseignement supérieur privé d'intérêt général (EESPIG) ;
- dit « technique » : ils correspondent à la grande majorité des établissements d'enseignement supérieur privés en France, dont un petit nombre sont des associations à but non lucratif et en contrat avec l'État à travers la qualification d'intérêt général EESPIG. Le reste correspond à des sociétés commerciales – à but lucratif donc, ainsi que des anciennes écoles consulaires publiques ayant opté pour le statut de société anonyme (EESC)[6] ;
- les lycées privés proposant des filières d'enseignement supérieur (STS, CPGE).

### Appellations
Depuis la promulgation de la Loi du 18 mars 1880 relative à la liberté de l'enseignement supérieur, les établissements privés ont l'interdiction de se nommer « Université ». Le code de l'éducation actuel interdit cet usage dans l'article L731-14.
L'appellation « faculté libre » peut être utilisée par un établissement d'enseignement supérieur privé ayant suffisamment de docteurs parmi ses enseignants. L'appellation « école d'ingénieurs » ne peut être utilisée que pour des écoles habilitées par la Commission des titres d'ingénieur (CTI) à délivrer un diplôme d'ingénieur. En effet, si n'importe qui peut se dire « ingénieur », il n'est possible de faire état d'un « diplôme d'ingénieur » que si celui-ci a été délivré par un établissement habilité. Depuis 1934, une personne usurpant le titre d'ingénieur est passible d'un emprisonnement d'un an et d'une amende de 15 000 €. Un titre ou diplôme d'un établissement d'enseignement supérieur privé peut être « certifié » ou « visé » par l'État, et parfois complété d'un grade de licence ou de master par le ministère de l'Enseignement supérieur et de la Recherche.

## Organisation

### Les établissements privés «libres»
Étant à but non lucratif, les instituts et universités catholiques ainsi que les facultés libres peuvent prétendre à la qualification d'établissement d'établissement d'enseignement supérieur privé d'intérêt général (EESPIG). Les cinq instituts et universités catholiques ont obtenu la qualification.

#### Les facultés libres
Créées au XIXe siècle pour mettre fin au monopole de l'État sur l'enseignement supérieur, les facultés libres sont la forme la plus courante en nombre d'établissements privés d'enseignement supérieur « libres ». Certaines d'entre-elles sont indépendantes, telles que la faculté libre de droit, d'économie et de gestion de Paris (FACO), d'autres sont intégrées au sein d'instituts catholiques ayant la forme d'association à but non lucratif ou de fédération. Parmi les premières facultés libres, l'École libre des sciences politiques, dite « Sciences Po », devenue l'Institut d'études politiques de Paris en 1945 lors de sa nationalisation.

#### Les universités catholiques
Créés à la fin du XIXe siècle sur le modèle de l'université, cinq établissements d'enseignement supérieur privé « libres » ont le titre d'institut catholique et sont réunies au sein de l'Union des établissements d'enseignement supérieur catholiques (UDESCA) : l'Université catholique de Lille, l'Université catholique de l'Ouest, l'Université catholique de Lyon, l'Institut catholique de Paris, ainsi que l'Institut catholique de Toulouse.
L'Institut catholique de Vendée et l'Institut catholique de Rennes sont des instituts créés quant à eux à partir des années 1990.

### Les établissements privés «technique»

#### À but non lucratif en contrat avec l'État
En France, de nombreux établissements d'enseignement supérieur privé sont de statut associatif (association loi de 1901) comme les écoles de la FESIC (Brest Business School, l'ESSEC, l'ESSCA, Kedge Business School ou encore l'EDHEC) ou sous forme de fondation reconnue d'utilité publique comme l'école d'ingénieurs EPF. À but non lucratif, ce sont les seuls à pouvoir prétendre à la qualification d'établissement d'enseignement supérieur privé d'intérêt général (EESPIG).

#### À but lucratif et appartenant à des sociétés commerciales
En France, des établissements d'enseignement supérieur privé peuvent appartenir à des sociétés commerciales à but lucratif comme les groupes Omnes Éducation, Galileo Global Education et Ionis Education Group. Des écoles de commerce comme Paris School of Business – reconnue par l'État, accréditée par la CEFDG – ou les écoles ESG, ainsi que les Cours Florent sont des écoles appartenant au groupe Galileo. Des écoles d'ingénieurs reconnues par l'État et accréditées par la CTI comme l'ESME Sudria et EPITA appartiennent au groupe Ionis. En septembre 2018, l'EM Lyon Business School, alors une association loi de 1901, change de structure juridique et redevient une société anonyme « pour faire face aux nouveaux enjeux de la croissance » de l'école et « pouvoir renforcer ses fonds propres », sur décision de la CCI Lyon Métropole Saint-Étienne Roanne, actionnaire de l'école. Le capital reste piloté par la CCI Lyon Métropole. En 2022, Galileo entre au capital de l'EM Lyon.

#### Lycées privés
Des lycées privés peuvent proposer des sections de techniciens supérieurs (BTS) ou des classes préparatoires aux grandes écoles (CPGE).

## Les procédés dereconnaissance par l'Étatde la formation et/ou de l'établissement

### La reconnaissance de l'établissement
En France, la reconnaissance par l'État d'un établissement d'enseignement supérieur privé s'obtient auprès du ministère de l'Enseignement supérieur, de la Recherche et de l'Innovation. Elle porte notamment sur son fonctionnement et son personnel d'encadrement. Conformément aux dispositions des articles L. 443-3 à L. 443-4 du code de l'éducation, cette reconnaissance permet à l'établissement d'enseignement supérieur privé de percevoir des subventions publiques. Elle concerne l'établissement et non le diplôme délivré et est distincte des habilitations tel que le diplôme visé, le titre certifié, la CTI, l'obtention du grade de master, etc., qui, elles, permettent entre autres d'accueillir des étudiants boursiers.

### La reconnaissance du cursus de formation
En France, les établissements d'enseignement supérieur privés préparent leurs élèves à différents titres ou diplômes, dont la qualité est plus ou moins reconnue par l'État et le marché du travail. Le ministère de l'Enseignement supérieur, de la Recherche et de l'Innovation a mis en place des labels,, sur le modèle du label EESPIG, afin de distinguer les différents niveaux de reconnaissance des diplômes. Ils sont désormais visibles sur Parcoursup depuis 2019. Les diplômes d'établissements privés délivrant le grade de licence ou le grade de master sont la meilleure garantie de qualité de la formation.

#### Les diplômes contrôlés par le ministère de l'Enseignement supérieur

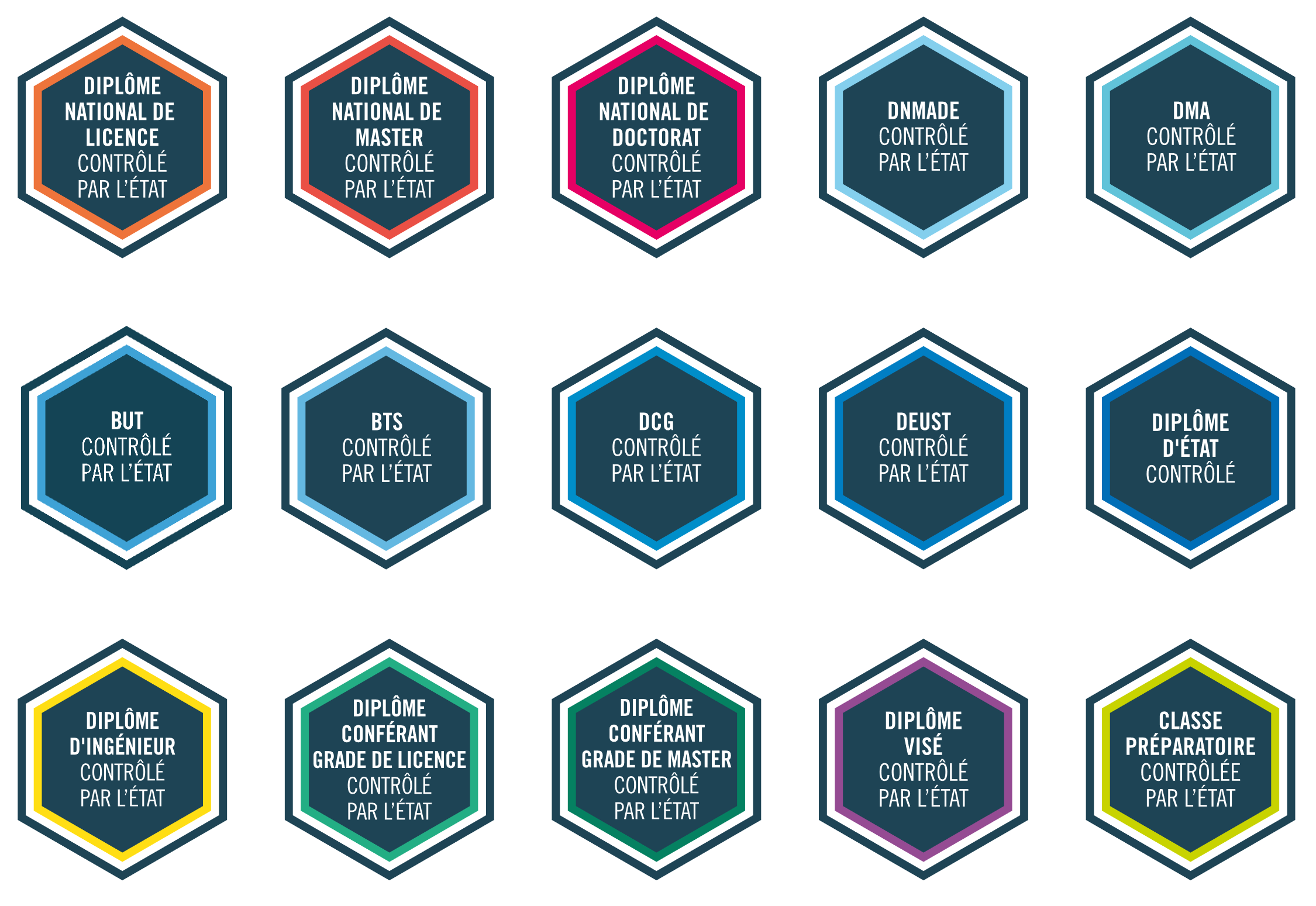
Labels des formations contrôlées par l'État et le ministère de l'Enseignement supérieur.

Ils sont reconnus et contrôlés par le ministère de l'Enseignement supérieur, de la Recherche et de l'Innovation et peuvent être délivrés par des établissements privés :
- un diplôme visé (Diplovis) ;
- le brevet de technicien supérieur (BTS) ;
- un diplôme visé conférant le grade de master (DipViGrM) ;
- un diplôme visé conférant le grade de licence (DipViGrL) ;
- le diplôme d'ingénieur (confère le grade de master et le titre d'ingénieur diplômé; validé par la CTI, structure autonome au sein du ministère de l'Enseignement supérieur).

Tous les diplômes contrôlés par le ministère de l'Enseignement supérieur sont enregistrés « de droit » aux répertoires nationaux du ministère chargé de la Formation professionnelle.

#### Les titres contrôlés par le ministère chargé de la Formation professionnelle

Logos garantissant l'enregistrement d'une formation aux répertoires nationaux de France compétences (RNCP et RS).

Ils sont reconnus par le ministère chargé de la l'Enseignement professionnel et peuvent être délivrés par des établissements privés qui en font la demande :
- le titre à finalité professionnelle enregistré aux répertoires nationaux de France compétences (RNCP ou RS) ;

Le nouvel établissement public France compétences a mis en place deux labels de certification professionnelle afin de distinguer les diplômes et les titres. Le ministère du Travail chargé de la Formation professionnelle est l'autorité responsable de la certification. Par ailleurs, un contrat d'apprentissage ne peut être signé s'il ne se déroule pas dans le cadre d'un titre à finalité professionnelle enregistré aux répertoires nationaux (RNCP ou RS).

#### Les diplômes non reconnus par l'État
Parmi les diplômes non reconnus par l'État, il existe les diplômes d'établissement – non enregistrés au RNCP – ou encore les diplômes (MS ou MSc) de la Conférence des grandes écoles qui n'auraient pas été enregistrés au RNCP, ainsi que les titres et certificats propres aux établissements. En France, le bachelor ne peut être un diplôme, il s'agit d'un cursus de formation qui peut – ou non – faire l'objet d'un enregistrement en tant que diplôme ou titre à finalité professionnelle aux répertoires nationaux de France compétences.

## Établissements d'enseignement supérieur privés d'intérêt général (EESPIG)

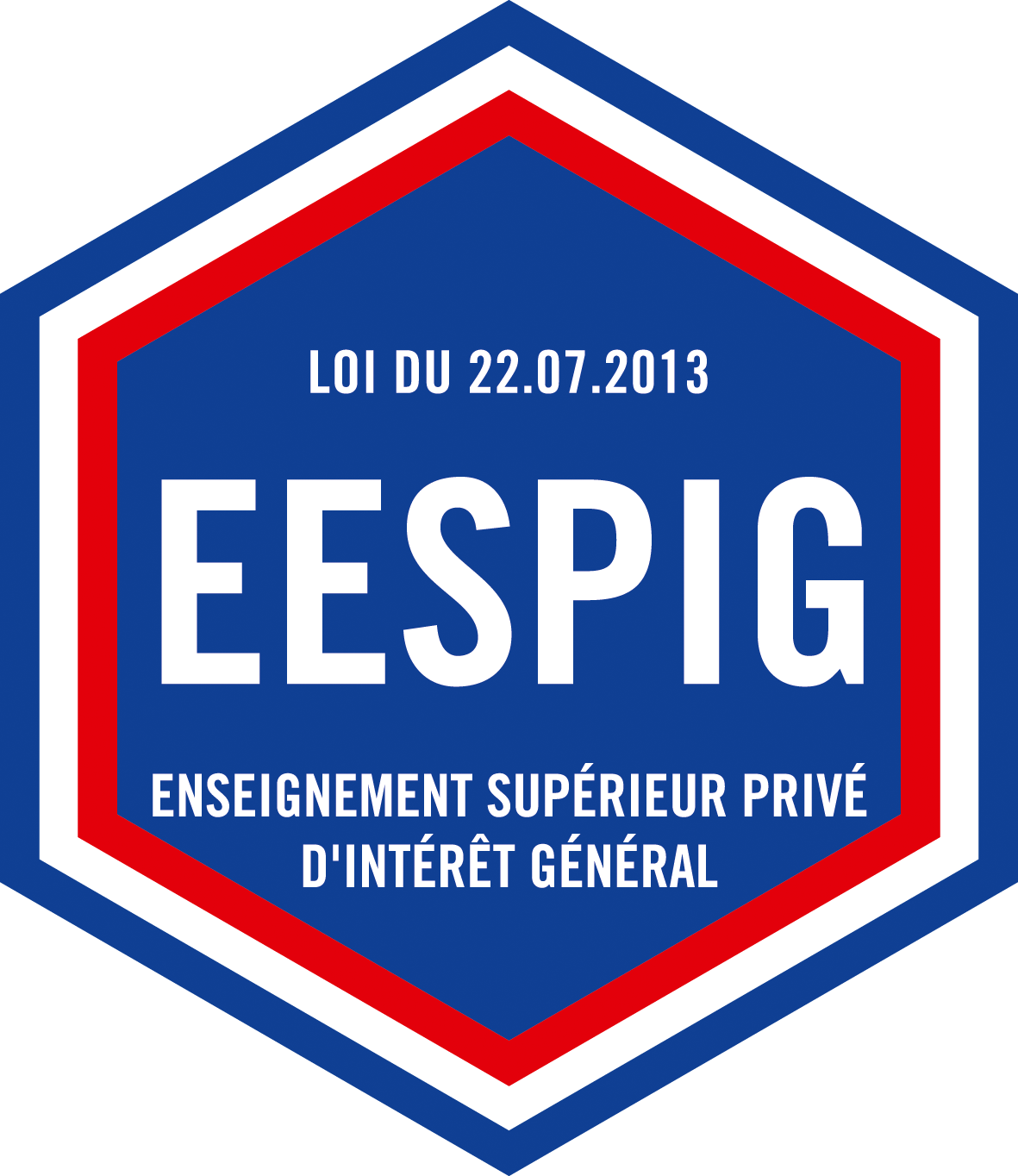
Label EESPIG: établissement d'enseignement supérieur privé d'intérêt général, qualification de l'État garantissant la qualité et la non-lucrativité de l'établissement.

En 2002, pour la première fois, la participation aux missions de service public des établissements d'enseignement supérieur privés non lucratifs est reconnue par l'État au travers d'un protocole d'accord entre la FESIC et le ministre de l'Éducation nationale de l'époque, Jack Lang. Par la suite, la qualification d'établissement d'enseignement supérieur privé d'intérêt général (EESPIG) a été créée par la loi relative à l'enseignement supérieur et à la recherche du 22 juillet 2013 (dite loi Fioraso), qui a modifié le Code de l'éducation en y insérant les articles L732-1 à L732-3. Cette modification s'est faite via le vote d'un amendement sénatorial, soutenu par la FESIC.

### Fonctionnement
Depuis la loi relative à l'enseignement supérieur et à la recherche de 2013 (dite loi Fioraso), « des établissements d'enseignement supérieur privés à but non lucratif, concourant aux missions de service public de l'enseignement supérieur […], peuvent, à leur demande, être reconnus par l'État en tant qu'établissements d'enseignement supérieur privés d'intérêt général, par arrêté du ministre chargé de l'enseignement supérieur, après avis du comité consultatif pour l'enseignement supérieur privé »,.
L'article L732-1 du Code de l'éducation prévoit ainsi que « des établissements d'enseignement supérieur privés à but non lucratif, concourant aux missions de service public de l'enseignement supérieur […], peuvent, à leur demande, être reconnus par l'État en tant qu'établissements d'enseignement supérieur privés d'intérêt général, par arrêté du ministre chargé de l'enseignement supérieur, après avis du comité consultatif pour l'enseignement supérieur privé » .
Seuls les établissements créés par des associations, fondations reconnues d'utilité publique ou syndicats professionnels peuvent obtenir la qualification EESPIG, après avis du CCESP (Comité consultatif de l'enseignement supérieur privé). Cette qualification garantit que les établissements concernés sont à but non-lucratif: 100% des ressources sont ainsi consacrées à la formation initiale et à la recherche. Chaque établissement est régulièrement évalué et contrôlé par le ministère et par le HCERES au même titre que les établissements publics. Les premiers EESPIG ont été reconnus par arrêté paru au bulletin officiel du 23 juillet 2015. Au 25 mars 2022, 64 établissements sont en contrat avec l'État, regroupés principalement au sein de la FESIC, de l'UGEI et de l'UDESCA.

### Subventions pour missions de service public
Par contrat pluriannuel, l'établissement reconnu EESPIG concourt aux missions de service public de l'enseignement supérieur et de la recherche et perçoit à ce titre une subvention. Dans le cadre d'un contrat pluriannuel avec l'État, l'établissement reconnu EESPIG concourt aux missions de service public de l'enseignement supérieur et de la recherche et perçoit à ce titre une subvention.
En 2019-2020, pour 115 122 étudiants en formation initiale (+ 1% par rapport à 2018-2019), la subvention annuelle moyenne s'élève à 596 € par étudiant. Les EESPIG représentent environ 4 % des effectifs de l'enseignement supérieur. Dans le cadre de la loi de programmation de la recherche, les EESPIG se sont vus reconnus comme partie prenant de la recherche publique (art. L112-2 et art. L314-1 du code de la recherche). Seuls les établissements d'enseignement supérieur privé à but non-lucratif, en contrat avec l'État et labellisés EESPIG, peuvent prétendre à une subvention du ministère de l'enseignement supérieur . Dans le cadre de la loi de finances pour 2019, ont été votés des crédits de 71,9 millions d'euros pour les 58 EESPIG labellisés à la rentrée 2018. Ceux-ci accueillent près de 107 000 étudiants en formation initiale, soit environ 4 % des effectifs de l'enseignement supérieur.

## Un secteur en fort développement
Aux côtés d'établissements privés traditionnels sans buts lucratifs, de nouveaux établissements qui ont, eux, des buts lucratifs se sont développés ; entre les années 1990 et le début des années 2020, ils ont capté de 8 % à 15% des étudiants, en développant un grand nombre d'offres (à la rentrée 2023, Parcoursup comptait environ 4.800 formations dans ses rubriques "privés enseignement supérieur" et "privés hors contrat". C'est environ 20% du total des formations listées, et certaines n'y figurent pas). « La multiplication des labels et les différentes formes de reconnaissance existantes auxquelles correspondent autant d'intitulés rendent le système illisible pour l'usager » déplore le rapport de mission parlementaire Descamp-Folest (2024).
Plusieurs facteurs expliquent cette "prolifération de formations", notamment de niveau Bac+3, de qualités parfois médiocres : 
- le nombre d'étudiants a augmenté, et avec ses moyens humains, fonciers et financiers limités, l'enseignement public ne pouvait pas " absorber un nombre d'étudiants toujours plus important, une situation qui a favorisé le secteur privé : de 2017 à 2021, le nombre d'étudiants a grandi d'un peu plus de 350.000 [40] ;
- sur ce nombre, le privé en a capté plus de 220.000 (63%), contre 130.000 pour le public (37%), parfois avec des publicités mensongères, utilisant par exemple illégalement le mot master ou de manière confuse le mot mastère pour des formations en réalité non reconnues par le ministère[41].
Lors de la rentrée 2022, 766.800 étudiants étaient inscrits dans le privé, soit 26% (contre 13% dans les années 1990)[40] ;
- ce secteur a été jugé "rentable" et "peu touché par la conjoncture" par une quarantaine de groupes d'investisseurs. Ces derniers, dont les chiffres d'affaires individuels vont d'environ 15 à plusieurs centaines de millions d'euros ont investi dans l'immobiliser scolaire et étudiant, et dans le rachat d'école, parfois dans une "course à la taille"[40] ;
- iL y a eu renforcement de l'apprentissage à partir de 2018 ; nombre d'établissements privés lucratifs en ont tiré parti, captant 1/4 des apprentis post-bac. Ces établissements se rentabilisent d'abord via les frais de scolarité payés par les étudiants ou leur famille, éventuellement aidés par des bourses. Mais en 2023, jusqu'à 45% des revenus de ces établissements provenaient des revenus de l'apprentissage[40] ;
- enfin, il n'existe pas d'« outils efficaces de concertation entre les collectivités » relatif à ce type d'offre locale de formation, et selon Xavier Latour, « il existe une mise en concurrence des territoires qui est organisée par les écoles »[40] ;
- ce secteur "lucratif" trouve souvent un soutien de territoires qui cherchaient à entretenir ou développer leur bassin d'emploi et son attractivité, dont par des offres séduisantes faites aux étudiants. Dans ces conditions (et alors que l'ONISEP a perdu beaucoup de ses moyens), « le privé peut s'installer beaucoup plus rapidement que le public » note Xavier Latour, représentant de France urbaine ; Dans certains cas, les autorités locales n'étaient pas informées du projet d'ouverture d'un nouvel établissement, et les maires n'ont ainsi pas le temps de s'opposer à une ouverture, pour tout motif légitime. Ils ont encore moins le temps d'adapter la ville et ses services et infrastructures à ce nouvel afflux de jeune population[40].

## Besoin (et demande parlementaire) de régulation et de contrôles
« L'enseignement supérieur n'est pas un service marchand comme un autre » rappelle le rapport de mission parlementaire Descamps-Folet (2024) or, dans les deux décennies du début du XXIe siècle, bien qu'il soit en croissance importante, l'enseignement supérieur privé à but lucratif est resté peu lisible, et même très peu connu de l'État, échappant ainsi à de nombreux contrôles, en dépit de multiples dérives, dont à propos des frais de scolarité et des droits de réservation (pouvant atteindre plusieurs milliers d'euros, et mis en cause dès 2012 par le médiateur de l'Éducation nationale qui proposait dans son rapport d'interdie tout engagement contractuel de plus d'un an, certains établissements faisant signer des contrats de deux ans, voire trois ans), principale source de litiges, et source d'endettement et d'appauvrissement des étudiants.
Selon le rapport d'information de l'Assemblée nationale, concluant une mission d'information sur l'enseignement supérieur privé à but lucratif, examiné par la commission dédiée le 10 avril 2024  parlementaire du 10 avril 2024 (196 pages), ce secteur de l'enseignement privé reste un « secteur non défini et encore largement méconnu des autorités ministérielles qui n'ont fait évoluer ni le cadre juridique, ni les outils statistiques et documentaires ». Ce rapport recommande de durcir les règles pour mieux encadrer des établissements parfois coupables de dérives.
Dans le cadre de la loi de finances pour 2020, le ministère de l'Enseignement supérieur, de la Recherche et de l'Innovation avait annoncé un renforcement des contrôles des académies sur les formations de l'enseignement supérieur privé. Ceci concernait notamment les formations visant le niveau Licence pour leurs bachelors. L'objectif était, selon le ministère, de « valoriser les formations de qualité et de sanctionner les pratiques commerciales trompeuses, en particulier lorsqu'elles induisent les étudiants et leurs familles en erreur sur la nature des diplômes délivrés ». Le rapport recommande (p 162) de « mettre en place sous l'égide du ministère de l'enseignement supérieur une évaluation pédagogique des formations initiales post-bac dispensées par l'enseignement supérieur privé à but lucratif. Faire de son obtention une condition 
 : – d'accès aux aides à l'apprentissage, dans un objectif d'utilisation qualitative des deniers publics ;
 – de référencement sur Parcoursup. 
Pour en garantir la faisabilité et la soutenabilité budgétaire, rendre l'évaluation payante et la facturer aux organismes de formation concernés. La rendre également publique. Confier cette évaluation au Hcéres, accompagné par les commissions spécialisées lorsqu'elles sont compétentes (CEFDG, CTI) »
Les étudiants, leurs proches et leurs parents, séduits et parfois trompés par des brochures, campagnes et vidéos publicitaires et présentations faites, notamment dans les forums des métiers, forums étudiants ou lors de portes ouvertes etc. peuvent ensuite être confrontés à des formations de faible ou mauvaise qualité et peu reconnues (seul un petit pourcentage de ces formations sont reconnues par le ministère de l'Enseignement supérieur ; les formations proposées doivent être référencées dans le répertoire national des certifications professionnelles (RNCP) du ministère du Travail, mais selon le rapport de mission parlementaire de 2024, « le titre RNCP ne garantit pas nécessairement la qualité d'une formation sur le plan pédagogique ». Des enquêtes annuelles sont prévues, au moins pour vérifier volumes horaires et la qualité des professeurs, mais le ministère n'a pas les moyens de toutes les faire. Ainsi, seuls environ 50% des nouveaux établissements ouverts en Île-de-France ont été contrôlés.
Il y a plus d'une centaine de salons étudiants chaque année et les formations privées lucratives y sont surreprésentées. Les jeunes des classes moyennes et populaires et leurs familles y ont plus de mal à résister au marketing développé par nombre de ces établissements. Ces derniers peuvent, en France, intituler leur formation comme ils le souhaitent tant qu'ils n'utilisent pas le mot "licence" ou "master" ; certains n'hésitent pas à utiliser la mention "reconnu par l'État" sans véritable sens, ce qui "brouille tout repère". Le rapport 2024 recommande d'« élaborer une charte déontologique des salons étudiants. Organiser un dialogue renforcé entre l'État [rectorats] et les salons étudiants afin d'encadrer davantage l'organisation des salons étudiants pour offrir un minimum de garanties quant au sérieux des formations et des écoles qui y sont présentées ».
Le rapport de mission parlementaire Descamp-Folest (2024) dénonce aussi une « protection insuffisante » de l'étudiant en tant que consommateur sur fond d'« exploitation émotionnelle », face aux « angoisses et incertitudes des élèves » et des familles, avec des « dérives préoccupantes » allant par exemple de faillites en milieu d'année universitaire, jusqu'à l'escroquerie. 22 propositions ont été faites pour clarifier ce secteur, pour mieux en contrôler la qualité pédagogique, via une refonte du cadre juridique pour lui permettre de mieux lutter contre les fraudes et actes illégaux, afin notamment de mieux protéger l'étudiant dans ses relations (contractuelles) avec l'établissement. 
Il recommande notamment de « former les prescripteurs d'orientation et encadrer davantage l'organisation des salons étudiants. Face à une information illisible et à des stratégies de marketing très offensives, les rapporteures appellent à renforcer les outils de l'orientation au lycée. Il convient de rappeler qu'aux termes de l'article L. 313-1 du code de l'éducation, le droit au conseil en orientation « fait partie du droit à l'éducation » (...) Un récent rapport du Sénat (3) faisait état de fortes disparités en fonction des établissements, disparités qui tendent à renforcer les inégalités sociales prévalant sur ces questions. Le rapport recommandait notamment de mieux former, outiller et doter les professeurs principaux pour accomplir leur mission d'orientation, de sanctuariser les 54 heures annuelles pour l'accompagnement à l'orientation au lycée, et de reconsidérer les effectifs des autres professionnels intervenant dans l'orientation » ; de renforcer les outils de l'orientation au lycée, en veillant aux moyens humains et financiers déployés pour garantir le service public de l'orientation, dont la région est co-responsable. Le rapport recommande aussi de garantir la bonne information des élus locaux lors de la procédure de déclaration d'ouverture.
Des travaux universitaires sur ce secteur commencent à émerger en France, à travers ceux d'Agnès van Zanten (SciencesPo-CRIS) sur les marchés scolaires et les salons de l'étudiant ou de Christine Musselin (SciencesPo-CSO). D'autres recherches se sont arrétées sur les processus de création d'une demande pour ces établissements comme celle de Mathis d'Aquino (Université de Bordeaux). La mission d'information encourage le développement de ces travaux de recherche pour mieux apréhender ces dynamiques et identifier les failles dans la régulation.